# Santiago (Valdés)
Santiago es una parroquia del concejo de Valdés en el Principado de Asturias puesta bajo la advocación de Santiago Apóstol, tiene situada la iglesia parroquial, al igual que el cementerio, en Santiago de Arriba, a aproximadamente 3 km de Luarca, capital del concejo.
Posee una superficie de 17,01 km² y tiene una población de 1336 habitantes (INE 2005).

## Entidades de población
Los pueblos que componen esta parroquia son: Albarde, C’Alcabo, Constancios, La Corripia, Aquelcabo, La Granda, Grandavil, La Herría de abajo, La Mata, Moanes, El Oteiro, Piedrafita, Las Pontigas, Ribadebajo, Ribadecima, La Ronda, Saliente, San Justo, San Martín de Santiago, Santiago, Setienes, Taborcías, Valtravieso (2022: 95 hab.), El Vallín, Villuír y Vistalegre.